# Корона Петра II
Корона Петра II — российская императорская корона, созданная для коронации Петра II, которая состоялась 25 февраля 1728 года.
В литературе XIX—XX веков чаще всего встречалась информация, что собственной короны государь Петр II не имел и короновался венцом Екатерины I (1724), но после изучения источников XVIII века было установлено, что для юного императора была создана собственная корона.
В архиве древних актов (РГАДА) сохранилось дело о подготовке коронации Петра II, и среди относящихся к нему документов были обнаружены новые сведения о создании венца императора Петра II. Корона была выполнена осенью 1727 г. в Петербурге в придворной мастерской под руководством золотых дел мастера Самсона Ларионова. Помимо «штатных» мастеров к работе привлекались и вольные мастера. Модель к короне делал фонарного дела десятник Василий Братищев с двумя товарищами, сам серебряный каркас короны выполнил известный ювелир Готфрид Гильдебранд, золотил венец «золотарь» Афанасий Федоров, гранил камни французский «гранильщик» Бенуа Граверо (учитель Жереми Позье), вставляли алмазы золотых дел мастера Степан Александров, Иван Индрик, Семен Ульянов и Василий Иванов. . Коронация состоялась 25 февраля 1728 года.
С конца февраля 1728 года по конец декабря 1729 года корона Петра II хранилась в Мастерской палате. Из архивных документов, сопровождавших передачу, известно, что корона была «с разными каменьями». Помимо бриллиантов и жемчуга, её также украшали изумруды, сапфиры и «лалы», то есть красные шпинели и/или турмалины. Корону венчал «лал» стоимостью 60 000 рублей с алмазным крестом. Последнее упоминание короны датируется 31 декабря 1729 г., когда она была выдана из палаты гоф-интенданту Петру Мошкову для подготовки к свадьбе императора. В начале января 1730 года поступил указ Остермана «зделать к браку Его императорского величества корону из алмазных вещей которые сняты с большой и малой корон». Однако свадьба не состоялась из-за смерти императора 19 января 1730 года.
Изображение этой короны не известно. На большинстве портретах императора Петра II венец носит сочинительный характер. Специалисты считают, что рисунки из дела о подготовке коронации Петра II (два рисунка чёрно-белых (за исключением красного камня под крестом), и один выполнен красками, цветными и золотой) изображает корону Екатерины I, а не венец её наследника, так как в короне Петра II были разные цветные камни, которых на этих рисунках нет, хотя каталог выставки 2013 года придерживается мнения о принадлежности рисунка именно Петру.

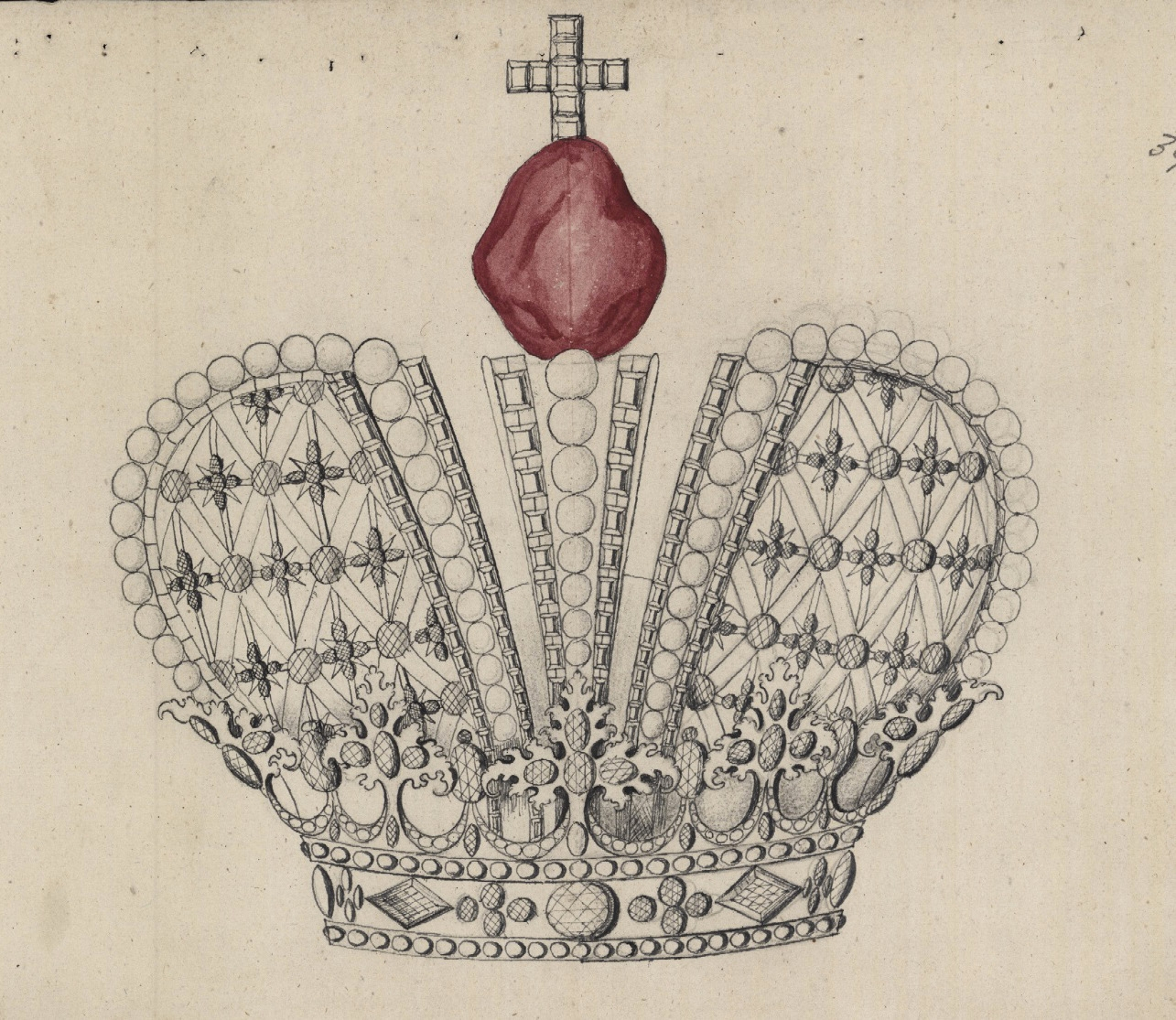
Чёрно-белый рисунок короны из дела о коронации
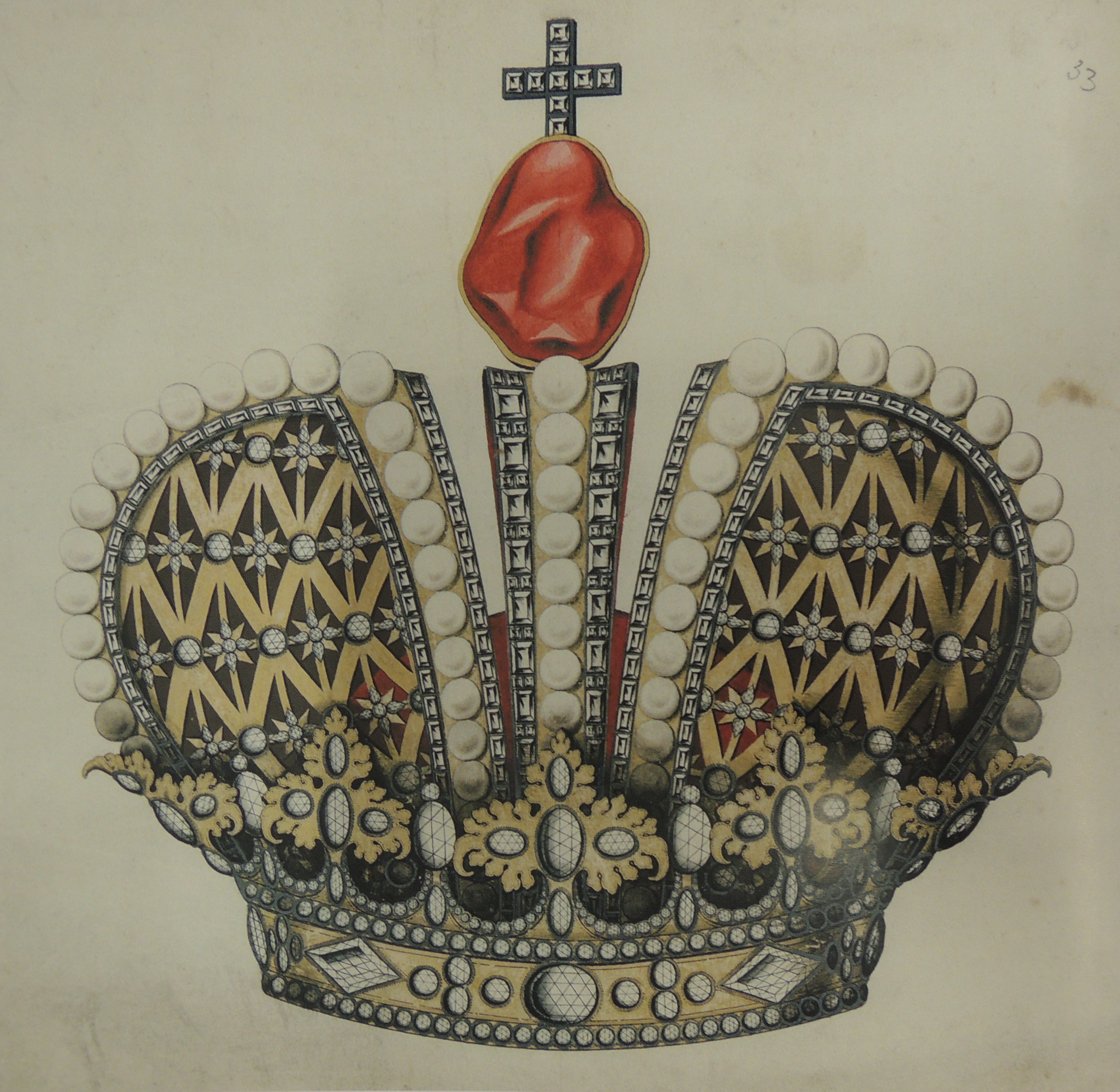
Рисунок цветными красками